# 柴田晃一
柴田 晃一（しばた こういち、1979年7月2日 - ）は、日本の音楽プロデューサー、作曲家、編曲家、キーボーディスト、マニピュレーター、ボーカリスト。日本音楽著作権協会正会員。愛称は「晃チャン」「晃サマ」「柴田氏」。

## 来歴
岩手県北上市生まれ。O型。千葉県市川市育ち。千葉県立市川西高等学校出身。
18歳より音楽をはじめ、作曲を羽岡仁に、編曲と音楽プロデュース等を羽毛田丈史にそれぞれ師事、音楽をはじめてから僅か2年ほどでメジャー・リリース。
2000年、FAST FORWARDに所属。Quiqman名義で作曲編曲を担当。「Neo Licca」でデビュー、東芝EMIのダンスコンピレーション・アルバム。ダンスマニアシリーズを編曲、ノンストップDJミックス等を担当。
2004年、MINDGAMES MUSIC レーベルプロデューサーに就任。2006年、MINDGAMES MUSIC退社。活動の場をTUSの活動を重点におく。2007年、株式会社風(KAZE JAPAN RECORD)を立ち上げレーベルプロデューサーに就任、『紅音』を結成。
2008年、「せんせいしょん」の再起動のアルバム及び、3月に岩手県民会館大ホールでのコンサートをプロデュース、主催（株式会社風）。同年、サトウハチロー記念「おかあさんの詩」全国コンクール、優秀賞に作曲、歌唱。
2012年、デジタルポップユニット「Stealth Drive」を結成。ボーカリスト、キーボーディストとして参加。1stシングル「WHITE HEART」リリース。同年8月、イラストレーターのTAG3とのユニット「たぐさんとくいっくまん」に参加。1stシングル「ゆめみりゃはっぴーまん」リリース。
2014年、AKB48のアルバム『次の足跡(TypeB)』に楽曲提供、第29回日本ゴールドディスク大賞アルバム・オブ・ザ・イヤーを受賞
2015年、横浜DeNAベイスターズに楽曲提供
2021年、世界のゲームセンターなどに展開するアーケードゲームStepManiaXに楽曲提供開始。
2024年、アニメ「大槌超神楽ダイハンマー」、ドラマ「Love in The Air-恋の予感-」劇伴制作

## 担当番組

### レギュラー・ラジオ
| 時期                 | 放送局                 | 聴視エリア                    | 番組タイトル             | 出演形式                |
| 2006年               | Bay FM                 | 関東圏                        | MUSIC MASTER             | TUS Quiqman（柴田晃一） |
| 2006年               | FMアップル             | 北海道札幌市、近郊            | 熱狂！！コンサライブ     | 柴田晃一                |
| 2007年〜2008年       | IBC（TBS系）           | 岩手県、青森県、秋田県の一部  | 紅音の和んでくなんせ♪    | 紅音・柴田晃一          |
| 2023年12月～         | アシヤラジヲ TJSラジオ | ネット放送 アメリカ合衆国北部 | 柴田晃一のexstream hobby | TUS Quiqman（柴田晃一） |
| 2025年3月～2025年5月 | アシヤラジヲ TJSラジオ | ネット放送 アメリカ合衆国北部 | 千藤夢叶 風の便り        | 柴田晃一                |
| 2025年6月〜          | アシヤラジヲ TJSラジオ | ネット放送 アメリカ合衆国北部 | 紅音さす頃               | 柴田晃一                |

## 劇伴
| 公開       | ジャンル         | タイトル                      | 監督               |
| 2012年     | ドキュメンタリー | 希望のシグナル                | 都鳥伸也           |
| 2014年     | ドキュメンタリー | 1000年後の未来へ              | 都鳥伸也           |
| 2016年     | ドキュメンタリー | 増田進 者さんと生きる         | 都鳥伸也           |
| 2024年5月  | アニメ           | 大槌超神楽ダイハンマー        | 福士直也           |
| 2024年11月 | ドラマ           | 「Love in The Air-恋の予感-」 | 畑中みゆき/灯 敦生 |

## ディスコグラフィー
シングル(Quiqman名義)
| リリース     | メーカー          | アーティスト                      | タイトル                                        | 内 容                             | 規格品番   | タイアップ/備考             | カラオケ/配信 |
| 2021.9.18    | KAZE JAPAN RECORD | Quiqman                           | William Tell(StepManiaX Size)                   | プロデュース/編曲                 | KZJP- 0007 | iTunes 他                   | ・StepManiaX ・・iTunesアニメチャート(マルタ31位) |
| 2021.10.30   | KAZE JAPAN RECORD | Quiqman                           | Saber Dance(StepManiaX Size)                    | プロデュース/編曲                 | KZJP- 0008 | iTunes 他                   | StepManiaX |
| 2021.11.20   | KAZE JAPAN RECORD | Quiqman                           | BUSINESS WARS(StepManiaX Size)                  | プロデュース/作曲/編曲            | KZJP- 0009 | iTunes 他                   | StepManiaX |
| 2022.1.1     | KAZE JAPAN RECORD | Quiqman                           | KALiNKA(StepManiaX Size)                        | プロデュース/編曲                 | KZJP- 0010 | iTunes 他                   | StepManiaX |
| 2022年7月2日 | KAZE JAPAN RECORD | Quiqman                           | COSMIC DRIVE                                    | プロデュース/作曲/編曲/ヴォーカル | KZJP-0013  | JOYSOUND iTunes レコ直 ほか | ・StepManiaX ・iTunesエレクトロニックチャート19位 |
| 2022.11.19   | KAZE JAPAN RECORD | Quiqman feat.川上千尋             | IEVAN POLKKA(StepManiaX Size)                   | プロデュース/編曲                 | KZJP- 0015 | iTunes 他                   | ・StepManiaX ・iTunesテクノチャート(日本1位/ノルウェー2位/ガーナ9位/ナイジェリア30位/シンガポール71位/インドネシア47位/スロベニア89位//ポルトガル125位) ・iTunesダンスチャート(ノルウェー6位/日本84）） ・iTunes総合チャート(ノルウェー56位) |
| 2023.1.7     | KAZE JAPAN RECORD | Quiqman                           | Hava Nagila(StepManiaX Size)                    | プロデュース/編曲                 | KZJP- 0016 | iTunes 他                   | ・StepManiaX ・iTunesテクノチャート(日本1位/アメリカ16位) ・iTunesダンスチャート(日本)44位 |
| 2023.9.24    | KAZE JAPAN RECORD | Quiqman feat. 一青窈              | ハナミズキ (feat. 一青窈) [Cover] [Quiqman mix] | プロデュース/作曲/編曲            |            | iTunes 他                   | ・iTunesテクノチャート(日本1位） |
| 2023.7.2     | KAZE JAPAN RECORD | Quiqman (feat. HoneyWorks & かぴ) | 可愛くてごめん [Quiqman mix EURO]               | プロデュース/編曲                 |            | iTunes 他                   | ・iTunes テクノチャート(日本1位/香港1位） ダンスチャート(香港5位/日本25位) 総合(香港84位) |
| 2023.7.3     | KAZE JAPAN RECORD | Quiqman (feat. HoneyWorks & かぴ) | 可愛くてごめん [Quiqman mix SPEED]              | プロデュース/編曲                 |            | iTunes 他                   | ・iTunes テクノチャート(日本16位） ダンスチャート(日本100位) |
| 2023.7.4     | KAZE JAPAN RECORD | Quiqman (feat. HoneyWorks & かぴ) | 可愛くてごめん [Quiqman mix DB]                 | プロデュース/編曲                 |            | iTunes 他                   | ・iTunesテクノチャート(日本1位） |

### ビデオ・DVD
|     | リリース      | メーカー       | タイトル                       | 内容      | 規格       | 規格品番   |
| 1st | 2000年7月25日 | 日本コロムビア | NEO LICCA                      | 作曲/編曲 | ビデオ/DVD | ZCBB-9019  |
| 2nd | 2000年12月6日 | バップ         | ピンクレディーユーロトラックス | 編曲      | ビデオ/DVD | VPVF-61079 |

### 楽曲提供

#### アルバム
| リリース       | メーカー       | アーティスト | アルバム        | タイトル        | 内容 | 規格品番     | タイアップ/備考 | カラオケ/配信              |
| 2014年 1月22日 | キングレコード | AKB48        | 次の足跡(TypeB) | ・わたし リーフ | 作曲 | KICS-3016～7 | - オリコン初登場1位 - オリコンデイリー1位 - 2014年1月度月間1位 - 2014年度年間1位 - ミリオン（日本レコード協会） - 第29回日本ゴールドディスク大賞アルバム・オブ・ザ・イヤー | iTunes レコ直 JOYSOUND DAM |

#### シングル
| リリース             | メーカー                  | アーティスト             | タイトル                                         | 内容                                 | 規格    | 規格 品番   | カラオケ等        | タイアップ                                                 |
| 2003.1.1             | Dream Internet            | J☆J                      | I feel in my heart                               | プロデュース/ 作曲/編曲              | 12cm CD | DIPR- 21001 |                   |                                                            |
| 2003.8.27            | A.M.S                     | UMI                      | ギュッと！SUMER DAYS そばに・・・                | プロデュース/ 作曲/編曲              | 12cm CD | AMCC- 10080 |                   |                                                            |
| 2004.7.21            | MINDGAMES MUSIC           | まりも                   | Mother Earth Field                               | プロデュース/ 作曲/編曲              | 12cm CD | MGCP- 10001 |                   |                                                            |
| 2007.8.22            | 風                        | 紅音                     | 姫風                                             | プロデュース/ 作曲/編曲              | 12cm CD | YZKZ- 00001 | JOYSOUND DAM      | 岩手県地産地消CM                                           |
| 2008.3.19            | 風                        | 紅音                     | 碧空 桜舞                                        | プロデュース/ 作曲/編曲              | 12cm CD | YZKZ- 00002 | JOYSOUND DAM      |                                                            |
| 2008.12.29 2009.7.17 | ビジュアルアーツ          | Veil∞sola                | White breath                                     | プロデュース/ 作曲/編曲              | 12cm CD | QLCD- 0014  | JOYSOUND          |                                                            |
| 2010.4.25            | NEO DELIGHT INTERNATIONAL | QSCS                     | すぃーとでいず poppin'×dreamin'                  | プロデュース/ 作曲/編曲              | 12cm CD | cd- 0004    | JOYSOUND UGA      | めいどりーみん                                             |
| 2010.10.16           | NEO DELIGHT INTERNATIONAL | QSCS                     | はっぴ・はっぴばーすでい FOR AWAY                | プロデュース/ 作曲/編曲              | 12cm CD | cd- 0005    | JOYSOUND UGA      | めいどりーみん                                             |
| 2011.1.22            | NEO DELIGHT INTERNATIONAL | QSCS                     | Diamond Dust へぶんず・げぃと                    | プロデュース/ 作曲/編曲              | 12cm CD | cd- 0006    | JOYSOUND UGA      | めいどりーみん                                             |
| 2011.2.2             | 日本都市                  | 大原夢果                 | It's all right                                   | プロデュース/ 作曲/編曲              | 12cm CD | JCG- 0001   | JOYSOUND UGA      | 白黒アンジャッシュE.D./ 日本都市CM                         |
| 2011.6.19            | NEO DELIGHT INTERNATIONAL | QSCS                     | あい めいど いっと！ Hand in Hand                | プロデュース/ 作曲/編曲              | 12cm CD | cd- 0007    | JOYSOUND UGA      | めいどりーみん                                             |
| 2011.11.21           | NEO DELIGHT INTERNATIONAL | QSCS                     | You're my shooting star Candy House              | プロデュース/ 作曲/編曲              | 12cm CD | cd- 0008    | JOYSOUND UGA      | めいどりーみん                                             |
| 2012.5.9             | 風                        | Stealth Drive            | White Heart yayoi～弥生～                        | プロデュース/ 作曲/編曲              | 12cm CD | KZJP- 0000  | iTunes JOYSOUND   | PS3ソフトJOYSOUND DIVE 映画「希望のシグナル」              |
| 2012.8.1             | 風                        | たぐさん と くいっくまん | ゆめみりゃはっぴーまん どきどき☆いまじねぃしょん | プロデュース/ 作曲/編曲              | 12cm CD | KZJP- 0001  | JOYSOUND          | [TBS系「じゃじゃじゃTV」ED]                                |
| 2013.4.20            | 風                        | Rie                      | 夢音～和賀に想いて～ 羽山の里に光舞い            | プロデュース/ 作曲/編曲              | 12cm CD | KZJP- 0002  | JOYSOUND          | さくらブルワリー「羽山ラガー」                             |
| 2015.9.18            | 横浜DeNAベイスターズ      | diana                    | Shooting star                                    | 作詞/作曲/編曲                       | 12cm CD | diana- 001  | JOYSOUND          | 横浜DeNAベイスターズ                                       |
| 2017.4.4             | 横浜DeNAベイスターズ      | diana                    | ハッピースター☆ダンス                            | 作曲/編曲/バックグラウンドヴォーカル | 12cm CD | diana- 003  | iTunes JOYSOUND   | 横浜DeNAベイスターズ                                       |
| 2022.7.27            | KAZE JAPAN RECORD         | 沖なつ芽                 | STOP ME                                          | 作曲/編曲/コーラス                   |         | KZJP- 0014  | iTunes他 JOYSOUND | ・StepManiaX ・iTunesエレクトロニックチャート5位           |
| 2023.8.11            | JAZZ IT UP                | chris ciari              | Purple Sky(Quiqman mix)                          | サウンドプロデュース/ 編曲           |         |             | iTunes            | ・iTunes テクノチャート(日本1位） ダンスチャート(日本11位) |
| 2023.11.17           | KAZE JAPAN RECORD         | 観音めぐみ               | 岩手夜曲 Iwate-ken nocturne                      | サウンドプロデュース/ 編曲           | 12cm CD | KZJP- 0019  | iTunes 他         | ・iTunes演歌チャート7位 ・iTunes演歌チャート8位            |
| 2025.4.26            | KAZE JAPAN RECORD         | うなぁ feat.Quiqman      | うなぁぴょんぴょん                               | プロデュース/ 作曲/編曲              |         | KZJP- 0021  | iTunes 他         | ・iTunes テクノチャート(日本1位） ダンスチャート(日本3位)  |

### Remixアルバム
|      | リリース        | メーカー                       | アルバム                                                  | タイトル/内容など | 規格品番   |
| 1st  | 2000年 8月23日  | 東芝EMI                        | ダンスマニア ユーロ★ミックス ハッピーパラダイス           | ・IF YOU WERE HERE（Quiqman Mix） オリコン初登場4位 | TOCP-64081 |
| 2nd  | 2000年 11月22日 | ワーナーミュージック・ジャパン | ダンスエクスプレス・Hi-SPEED FOR HAPPY PARTY              | ・TAKE ON ME | AMCY-7215  |
| 3rd  | 2000年 12月6日  | バップ                         | ピンクレディーユーロトラックス                            | ・サウスポー ・S・O・S ・渚のシンドバッド ・カルメン’77 ・モンスター ・UFO                                                                                         | VPCC-81357 |
| 4th  | 2001年 3月7日   | キングレコード                 | サイバー・ユーロビート vol.1                              | ・OUT OUT(Giant Mix) | VPCC-81357 |
| 5th  | 2001年 4月18日  | 東芝EMI                        | ダンスマニアベース #9                                     | ・BOYS ・IF YOU WERE HERE オリコン初登場99位 | TOCP-64091 |
| 6th  | 2001年 8月1日   | 東芝EMI                        | ダンスマニアベース #10 スーパーベスト                     | ・IF YOU WERE HERE | TOCP-64121 |
| 7th  | 2002年 10月25日 | 東芝EMI                        | MARTIAL BEAT2                                             | ・NONSTOP DJ MIXを担当 | TOCP-64183 |
| 8th  | 2002年 12月11日 | 東芝EMI                        | クラシカルスピード                                        | ・クシコスポスト | TOCP-64189 |
| 9th  | 2003年 3月19日  | 東芝EMI                        | ダンスマニアベース #11 ハイパーベスト                     | ・NONSTOP DJ MIXを担当 | TOCP-64199 |
| 10th | 2003年 5月21日  | 東芝EMI                        | スピード・ギガ                                            | ・MR.DABADA（SkyRock SPEED MIX） ・CENTERFOLD（SPEED MIX） オリコン初登場39位                                                                                      | TOCP-64222 |
| 11th | 2005年 1月26日  | avex                           | THE COVER〜UK R&B ESSENTIALS〜/TYMES4                     | ・ALWAYS BE MY BABY ・NO SCRUBS ・KILLING ME SOFTLY | AVCX-17430 |
| 12th | 2006年 7月19日  | 東芝EMI                        | アニメSPEEDNewtypeEdition                                 | ・アルバムプロデュース ・NONSTOP DJ MIXを担当 （以下アレンジ） ・残酷な天使のテーゼ（Quiqman mix） ・青空のナミダ ・Z 刻をこえて                                   | TOCP-64298 |
| 13th | 2006年 9月27日  | 東芝EMI                        | スピード武勇伝                                            | ・NONSTOP DJ MIXを担当 （以下アレンジ） ・ff(フォルティシモ) Performed By Quiqman feat.NORTH GARDEN ・キン肉マンGo Fight! Performed By Quiqman feat.KENJI KANAMARU | TOCP-64329 |
| 14th | 2007年 4月18日  | 東芝EMI                        | ハッピースピードベスト・オブ・ダンスマニア スピード・ギガ | ・NONSTOP DJ MIXを担当 （以下アレンジ） ・残酷な天使のテーゼ（Quiqman mix） オリコン初登場47位                                                                     | TOCP-64336 |
| 15th | 2008年 1月23日  | 風                             | 桃源郷 せんせいしょん                                     | ・アルバムプロデュース ・「リ・ア・ス」を再アレンジ。 | YZKZ-50001 |
| 16th | 2008年 7月30日  | EMIミュージックジャパン        | 姫トラ・スピード                                          | 残酷な天使のテーゼ（Quiqman mix） オリコン初登場16位 オリコン最高位11位 オリコン洋楽チャート1位                                                                    | TOCP-64362 |